# Ahmad (Brunei)
Ahmad (auch: Awang Pateh Berbai, Pateh Berbai) war der zweite Sultan von Brunei. Er war der Bruder des ersten  Sultans Muhammad Shah. Als er 1408 Sultan wurde, änderte er seinem Namen in Ahmad. Nach seinem Tode folgte ihm sein Schwiegersohn Sharif Ali auf den Thron.

## Geschichte
Die Regierungsdaten sind nach der Quellenlage nicht eindeutig. Es gibt Angaben von 1408–1425, beziehungsweise 1425–1425. Er war wohl auch der erste Pengiran Bendahara (Vezier) in Brunei und führte später den Titel Pengiran Bendahara Seri Maharaja Permaisuara. Er heiratete die jüngere Schwester von Huang Senping (Ong Sum Ping), Pengiran Maharaja Lela. Ahmad starb 1425. Da sein Sohn Nakhoda Angging Maharaja in der Provinz Sulu war, wurde sein Schwiegersohn, Sultan Seri Ali (Sharif Ali), der Sufi Berkat.
| Vorgänger      | Amt                         | Nachfolger |
| -------------- | --------------------------- | ---------- |
| Muhammad Schah | Sultan von Brunei 1408–1425 | Sharif Ali |

| Personendaten    | Personendaten                    |
| ---------------- | -------------------------------- |
| NAME             | Ahmad                            |
| ALTERNATIVNAMEN  | Awang Pateh Berbai, Pateh Berbai |
| KURZBESCHREIBUNG | Sultan von Brunei                |
| GEBURTSDATUM     | 14. Jahrhundert                  |
| STERBEDATUM      | 1425                             |